# Louis Samson Batbedat
Pour les articles homonymes, voir Batbedat.
Louis Samson Batbedat, né le 24 octobre 1751 à Saint-Geours-d'Auribat (Landes) dans la maison familiale d'un petit domaine viticole appelé Larreneuil (aujourd’hui à Poyanne) et mort à Bordeaux le 16 février 1814, est l'une des principales figures de la diffusion des idées révolutionnaires dans l'actuel département des Landes. Élève chez les Barnabites de Dax, il était le fils du Juge de Montfort-en-Chalosse.
L.S. Batbedat avait une grande facilité d’écriture et sa rédaction était prompte, vive et passionnée.

## Biographie
En 1774, Batbedat obtient une prébende à la cathédrale Notre-Dame de Dax. L'année suivante, les cinq prébendiers de la cathédrale entreprennent un procès contre le  Chapitre. Ils confient à Batbedat, le meneur du groupe, le soin d'étudier leurs droits dans l'immense quantité de vieux parchemins appartenant au Chapitre, œuvre difficile, que le jeune diacre de 24 ans ose attaquer et d'où il retire le Mémoire historique de l’Église cathédrale de Dax, relativement aux chanoines et aux prébendes (Bordeaux, 1782, imp. Philipot).
L'année suivante, il est délégué à Bordeaux par les prébendiers pour suivre le procès contre le Chapitre. Le procès est gagné par les prébendiers et le Chapitre condamné à leur verser 5 000 livres que les prébendiers se partagèrent à parts égales. C’est durant son séjour à Bordeaux que L.S. Batbedat est emprisonné pour vol. Il ne doit sa libération, avec un autre prisonnier, qu’à une grâce que le Parlement accordait traditionnellement le Vendredi saint. Batbedat échappe de peu à la corde. Dans les motifs de la sentence rendue contre L.S. Batbedatt, il est question d'une demoiselle Legeai et d'une certaine cassette.
En 1783, le Chapitre souhaite se débarrasser de L.S. Batbedat à tout prix. Un arbitrage est proposé et le syndic des prébendiers accepte la proposition que fait le Chapitre des chanoines de payer une somme de 12 000 livres en 13 ans au lieu de la pension viagère et annuelle qu'il payait à L.S. Batbedat et à Leclerc.
À la suite de ces démêlés, l'évêque de Dax, Monseigneur de Laneufville, lui refuse toujours et obstinément la prêtrise.
Il fait en 1788 accepter l'idée des États particuliers pour l’élection des Lannes par l'Assemblée générale de la communauté des habitants de Dax qui doit regrouper les villes de Bayonne avec le Labourd et la Navarre, Dax, Saint-Sever, Aire. La Chalosse étant profondément opposée au Marsan, on voit se dessiner un département des Landes bien différent de ce qu'il est aujourd'hui.
En août 1789, L.S. Batbedat fonde un club populaire qui s'appelle Société des amis de la Constitution. Ce club politique est formé sur le modèle de la Société mère qui fonctionne à Paris et qui devient plus tard le Club des Jacobins. Il reçoit ses mots d'ordres de Paris et s'efforce de les faire exécuter suivant ses moyens et propage ainsi les idées de la Révolution. La municipalité de Dax réussit quatre mois après sa création à faire dissoudre ce club en novembre 1789. Mais il perdure jusqu'au début de 1791. Ce club tenait ses réunions dans la chapelle des Barnabites. On l'appelait parfois le club des Barnabites.
Le 16 septembre 1789, l’évêque de Dax, Mgr De Laneufville, écrit un mandement où il ordonne des oraisons de quarante heures pour demander à Dieu le rétablissement du calme et la tranquillité dans son évêché. À la suite d'une assemblée extraordinaire qu'il tient à Dax le 13 octobre, il fait parvenir un texte sous le titre de Protestations du clergé de Dax aux représentants du Clergé des États Généraux.
L’ex-prébendier entre alors en conflit frontal avec son ancien évêque. Il embrasse alors avec zèle les causes de la Révolution. Il est présent à Versailles à la rentrée solennelle des États Généraux, dès lors il se pose en vengeur des Curés dédaignés par le haut Clergé.
Il se présente dans les Landes aux élections de l'An VI.
En juin 1790, L.S. Batbedat revient à Dax. Il est accusé de trahison, le département des Lannes n'ayant pas vu le jour comme espéré par les Dacquois.
Il prend la fuite le 10 juillet 1790 avec son ami Ramonbordes.
En 1791, il est nommé Secrétaire Général du département des Landes le 2 décembre. Les membres du directoire départemental étaient Domenger président, Cadroy vice-président, Durrau, Darriceau, Poysegur, Durrieu, Barrabé, Noël Batbedat (frère de Samson), Lafitte procureur général Syndic.
Il est vice-président du conseil général des Landes en 1793, secrétaire général du Directoire et membre du bureau de police, il présente aux représentants Pinet et Monestier son rapport controversé sur la situation du département. L.S. Batbedatet et Cadroy avaient, de fait, la vraie direction générale de ce Comité.
Batbedat acquiert en 1794, à côté de Saint-Sever, un domaine national ayant appartenu à De Captan Monein, émigré. Il se compose d'une maison de plaisance et de six métairies valant ensemble cent mille francs argent (67 000 Livres). L'ensemble constituant un beau domaine viticole. Il en devient propriétaire par un procédé malicieux. La veille de l'adjudication fixée au 8 messidor, L.S. Batbedat se fait délivrer pour soixante mille francs d’assignats dépréciés. Il y a deux enchérisseurs seulement. Comme cette acquisition avait eu lieu le même jour que la victoire de Fleurus, (8 messidor An II, / 26 juin 1794), Batbedat nomme son nouveau domaine Fleurus,.
Après thermidor, on accuse L.S. Batbedat d'avoir rédigé un arrêté autorisant le district de Saint-Sever à remanier les lots établis en groupant six métairies au lieu de deux autour de l'ancien domaine ; s'ensuivirent d’innombrables controverses.
Les circonstances exactes ne sont pas connues, mais à la Restauration, le domaine et le château de Fleurus sont déjà restitués à la famille Caplan. Le château s’appelle toujours Caplan, mais les terres agricoles ont conservé le nom de Fleurus.
Toujours en 1794, il quitte la direction du Département et se retire dans son domaine de Fleurus
Le 6 février 1798, (18 pluviôse de l'An VI), L.S. Batbedat est revenu à la présidence de l'Administration Centrale des Landes, mais son ambition visait plus haut .
Le 24 décembre 1800, avec le Directoire, c’est maintenant le préfet des Landes Alexandre Méchin qui gère le département. Voici ce qu’il écrit :

« Je connaissais d'ailleurs trop le citoyen « Batbedat, ses opinions et ses machinations éternelles, pour hésiter un seul instant et considérant que cette menace prophétiquement sinistre avait été proférée en public la veille du jour où l'événement du 3 nivôse An IX nous fut connu et que cet homme paraissait assuré d'un succès prochain »

— Préfet Méchin
. Autrement dit le Préfet laisse entendre que Batbedat et les Girondins sont informés du prochain attentat contre le Premier Consul.
La dernière machination de L.S. Batbedat a lieu en 1801 au sujet de prétendues menaces reçues par les acquéreurs de biens nationaux. Au marché de Saint-Sever, il manifeste alors publiquement et bruyamment son hostilité au Premier Consul.
Il n'affronte plus l’évêque, qui d’ailleurs a émigré dans la Province de Léon en Espagne, mais Napoléon Bonaparte. Les foudres du gouvernement ne tardent pas à s’abattre sur lui.
Les scellés sont posés chez L.S. Batbedat, il est confondu de la machination, son écriture est reconnue sur les lettres de menaces. Il s’échappe pendant la perquisition de son domicile, démontrant ainsi sa culpabilité. On accuse encore L.S. Batbedat d'avoir connu à l'avance l'attentat du 3 nivôse, attribué par le premier consul aux Jacobins. En réalité, il a pour auteur les royalistes. C'est ce que démontre l'arrestation, par ordre du ministre de la police Fouché, des véritables coupables. Mais à partir de ce moment les Jacobins, toujours surveillés, sont l'objet de mesures de rigueur. L.S. Batbedat même à la fin de l'Empire, lorsqu’il est réfugié à Bordeaux, inquiète encore le préfet des Landes, le Comte d'Angosse qui garde toujours un œil sur lui.
En 1814, Louis Samson Batbedat s’éteint à son domicile, 42 cours de Tourny à Bordeaux, dans l’anonymat.